# Achias latividens
Achias latividens är en tvåvingeart som beskrevs av Walker 1859. Achias latividens ingår i släktet Achias och familjen bredmunsflugor. Inga underarter finns listade i Catalogue of Life.